# Kalypso (Malerin)
Kalypso war eine antike griechische Malerin, die um 200 v. Chr. tätig war. Sie wird bei Plinius d. Ä. in seiner Naturalis historia 35, 147 erwähnt. Sie soll das Bildnis des Gauklers Theodoros, das Bildnis des Tänzers Alkisthenes und das Bildnis eines alten Mannes gemalt haben.